# مجموعة تاليس
مجموعة تاليس  (بالإنجليزية: Thales Group) الفرنسية هي مجموعة متعددة الجنسيات، وتعمل الشركة في تصميم وبناء الأنظمة الكهربائية وتوفير الخدمات لأسواق للطيران والدفاع والنقل والأمن. تأسست في 6 ديسمبر 2000، ويقع مقرها الرئيسي في نويي-سور-سين (في ضواحي باريس )، ويتم سرد أسهمها في بورصة يورونكست باريس.الشركة غيرت اسمها من طومسون-CSF إلى شركة تاليس في ديسمبرعام 2000. والرئيس التنفيذي للمجموعة هو باتريس كاين، وذلك منذ ديسمبر عام 2014.

## وصلات خارجية
- الموقع الإلكتروني